# 琴丘语
琴丘语属达罗毗荼语系中南达罗毗荼语族泰卢固语支。该语言使用者主要分布在印度安德拉邦。讲这种语言的琴丘原住民为森林狩猎采集部落，约28754人（1981年人口普查）。